# لطفي دوبل كانون
لطفي دوبل كانون (بالفرنسية: Lotfi Double Kanon)‏ وَاختصارًا Lotfi DK، إسمه الحقيقي لطفي بلعمري. هو مغني راب جزائري، ولد في 6 يوليو 1974 في عنابة الواقعة في شرق الجزائر ولد لأب موظف وأم ربة منزل. بدأ مسيرته في الغناء في عمر 18 سنة مع صديقه وهاب، واشتهر في عام 1997 من خلال فرقة "دوبل كانون". كان أول ألبوم للفرقة بعنوان بيربيت عام 1996، ثم تبعه الألبوم الثاني كاميكاز في ديسمبر 1997، الذي لاقى إقبالاً كبيراً من الجماهير، ما أدى إلى شهرة الفرقة. الألبوم الثالث كان بعنوان كانيبال عام 1998، يليه الألبوم الأخير محكوم عليه في عام 1999. بعد ذلك، انفصل أعضاء فرقة "دوبل كانون"، حيث تابع كل عضو مسيرته بشكل منفصل.
حصلَ لطفي دوبل كانون على باكالوريا رياضيات في 1992 بثانوية القديس أوغستين بعنابة، ثمَّ على شهادة مهندس دولة في الجيولوجيا، وقد دعي لحضور ملتقى "الإمام القرضاوي مع التلاميذ والأصحاب" الذي عقد في العاصمة القطرية الدوحة في منتصف يوليو 2008.

## مشواره
لطفي أنجز 24 ألبوما و10 كليبات، وحاول من خلال المواضيع التي يعالجها تطوير موسيقى الهيب هوب، لا سيما من خلال أغانيه عن القدس والقضية الفلسطينية. سلط الضوء على الجوانب التاريخية للقضية التي قد تكون غير واضحة للشباب الجزائري، مستخدمًا كلمات بسيطة وسهلة الفهم. كما تناولت أغانيه مضامين علمية بحتة، مثل العلوم والرياضيات، بالإضافة إلى مواضيع دينية، والأم، والفقر، والمخدرات، وحتى الطعام الجزائري التقليدي "البوراك".
رفض لطفي توقيع عقد مع شركة فيرجين إحدى أكبر الشركات الأمريكية المتخصصة في الصوتيات، بعد أن رفض صاحب الشركة أغنية ينتقد فيها رئيس الوزراء الإسرائيلي الأسبق أرييل شارون، وذلك بسبب حرصه على تضمين ثقافته الدينية في العديد من أغانيه.[بحاجة لمصدر]
يقيم لطفي دوبل كانون منذ سنوات في مدينة غرونوبل الفرنسية 

## ألبوماته
صدر له أكثر من 15 ألبوما  منها:
- 1999 كاميكاز (بالفرنسية: Kamikaz)‏ (مع وهاب)
- 1999 كانيبال (بالفرنسية: Kanibal)‏ (مع وهاب)
- 1999 لا كامورا (بالفرنسية: Lakamora)‏ الجزء 1
- 2000  كونداني  (بالفرنسية: Condamné)‏ مع وهاب
- 2000 لا كامورا (بالفرنسية: Lakamora)‏ الجزء 2
- 2001 بريكدانس (بالفرنسية: Breakdance)‏
- 2001 مرابطة الحمراء (بالفرنسية: mrabta el hamra)‏ الجزء 1
- 2001 فونكلور (بالفرنسية: fonklore)‏
- 2001 مرابطة الحمراء (بالفرنسية: mrabta el hamra)‏ الجزء 2
- 2002 باد بوي (بالفرنسية: Bad boy)‏
- 2002 مرابطة الحمراء (بالفرنسية: mrabta el hamra)‏ الجزء 3
- 2002 عنابة راب (بالفرنسية: Annaba rap)‏
- 2003 فيروس (بالفرنسية: virus)‏
- 2003 دنجورو (بالفرنسية: Dangereux)‏
- 2004 كوباي (بالفرنسية: Kobaye)‏
- 2005 روميكس (بالفرنسية: Remix)‏ الجزء 1
- 2005 كوبابل (بالفرنسية: koupable)‏
- 2006 كاميزول (بالفرنسية: Kamizole)‏
- 2008 كوشمار (بالفرنسية: Kauchmar)‏
- 2009 كلامي (بالفرنسية: Klemi)‏
- 2010 روميكس (بالفرنسية: Remix)‏ الجزء 2
- 2013 كاتاستروف (بالفرنسية: Katastrophe)‏ الجزء 1

كما شارك في عدة أغاني جينيريك:
- 2004 سلسلة ناس ملاح سيتي 2.
- 2006 سلسلة بيناتنا.

## نشاطه الاجتماعي
أبرز نشاطاته كانت حملة كبش لكل عائلة فقيرة قبيل عيد الأضحى لسنة 2008. الهدف هو مساعدة العائلات الفقيرة في الحصول على أضحية العيد. مبادرة الفنان لطفي دوبل كانون حظيت بمساهمة جريدة الشروق اليومي ورعاية الرئيس الجزائري عبد العزيز بوتفليقة وإشراف والي ولاية عنابة محمد الغازي، وفاقت قيمة التبرعات، بحسب جمعية «العرفان» الخيرية، عشرة ملايين دينار جزائري، أي قرابة 100 ألف دولار أمريكي.
وقد أنتج أغنية يندد فيها الفتنة في غرداية ويدعو فيها إلى السلم والأمن وكان ذلك في 2014.

## هوامش ومصادر
1. ↑  سيرة لطفي في موقع موالي نسخة محفوظة 25 فبراير 2017 على موقع واي باك مشين.
2. ↑  لطفي دوبل كانون : 'لن أقول أنني لاجئ في فرنسا احتراما لبلدي الجزائر..، مؤرشف من الأصل في 2020-12-20، اطلع عليه بتاريخ 2021-10-29
3. 1 2  كبش لكل عائلة فقيرة من ملك الراب بالجزائر! نسخة محفوظة 11 ديسمبر 2008 على موقع واي باك مشين.
4. ↑  حوار مع لطفي دوبل كانون أجرته معه جريدة الخبر الجزائرية نسخة محفوظة 05 مارس 2016 على موقع واي باك مشين.
5. ↑  ألبومات لطفي من دنيا الموسيقى نسخة محفوظة 09 سبتمبر 2017 على موقع واي باك مشين. [وصلة مكسورة]
6. ↑  توزيع الأضاحي على الفقراء بعنابة نسخة محفوظة 11 مايو 2018 على موقع واي باك مشين.

## وصلات خارجية
- لطفي دوبل كانون على موقع ميوزك برينز (الإنجليزية)
- لطفي دوبل كانون على موقع ديسكوغز (الإنجليزية)

- الصفحة  الرسمية للطفي دوبل كانون على الفايسبوك  على فيسبوك.
- لقاء صحفي مع راديو موزايك.